# Hadra bipartita
Hadra bipartita är en snäckart som först beskrevs av Férussac 1823.  Hadra bipartita ingår i släktet Hadra och familjen Camaenidae. Inga underarter finns listade i Catalogue of Life.